# Sigela mathetes
Sigela mathetes är en fjärilsart som beskrevs av Dyar 1914. Sigela mathetes ingår i släktet Sigela och familjen nattflyn. Inga underarter finns listade i Catalogue of Life.